# خيسوس آرون سوتو
خيسوس آرون سوتو (بالإسبانية: Jesus Aaron Soto)‏ هو لاعب كرة قدم مكسيكي، ولد في 2 يوليو 1985.

## روابط خارجية
- خيسوس آرون سوتو على موقع Soccerway.com (الإنجليزية)